# Катарантус розовый
Катара́нтус ро́зовый (лат. Catharánthus róseus) — вид вечнозеленых многолетних полукустарников, вид рода Катарантус (Catharanthus) семейства Кутровые (Apocynaceae).
Одно из наиболее изученных растений, обладающих противоопухолевой активностью.
В садоводстве больше известен под названием барвинок розовый (лат. Vinca rosea).

## Ботаническое описание

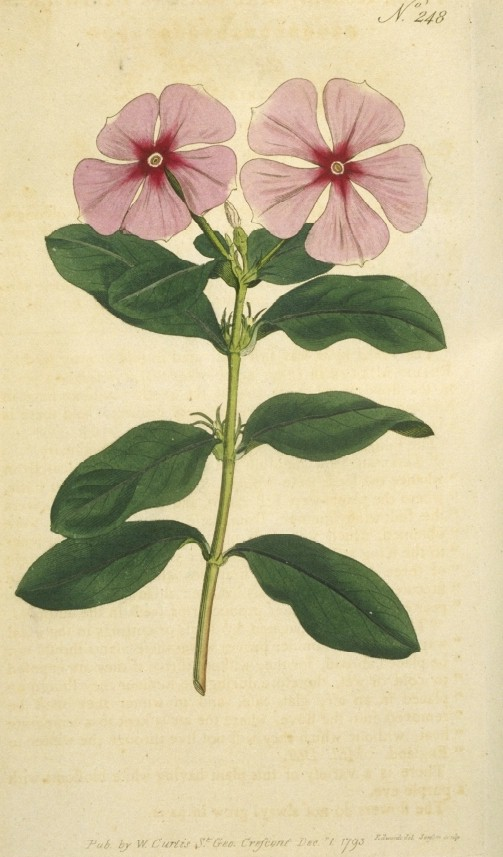

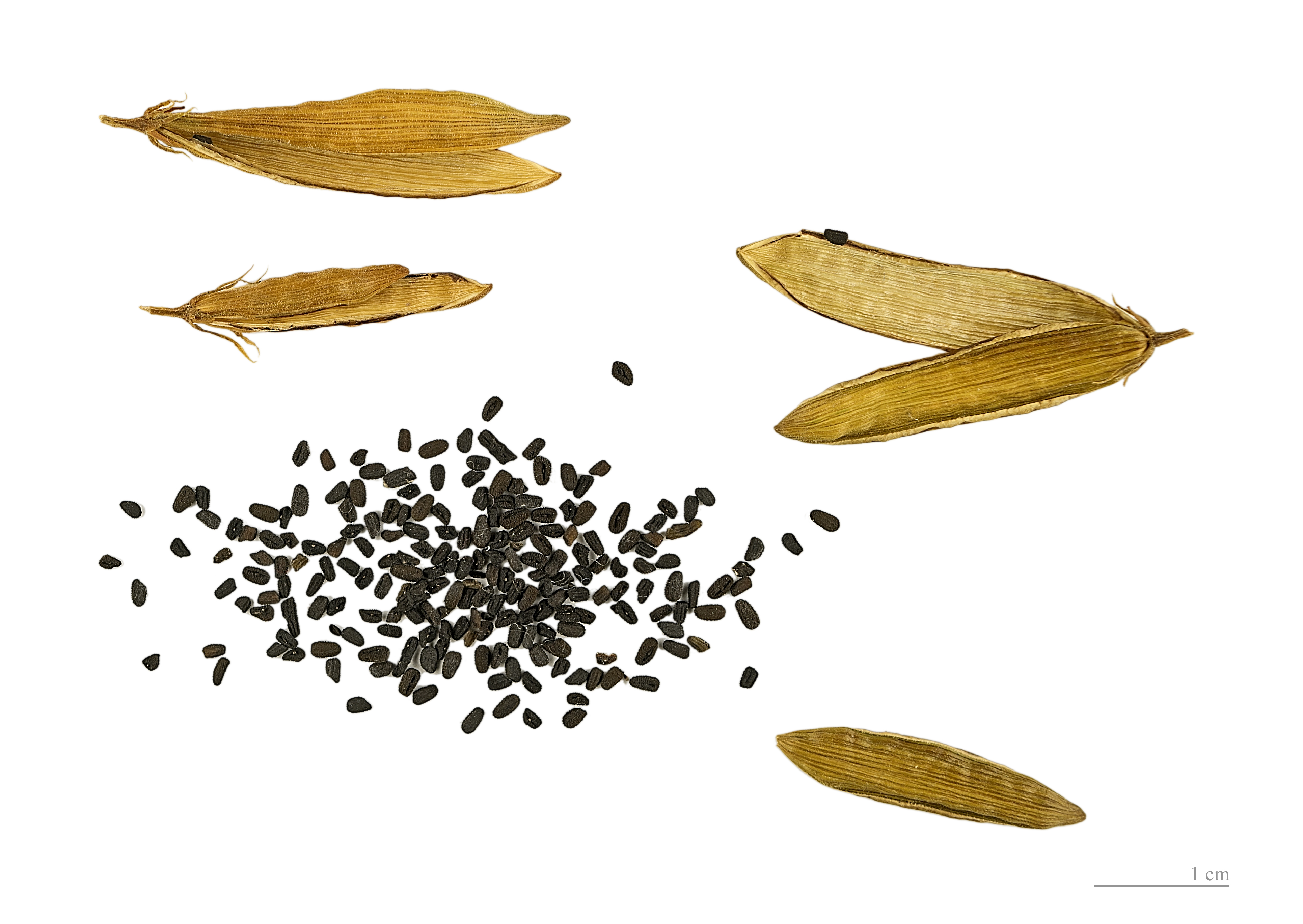
Семена

Ветвистый вечнозелёный полукустарник 30—60 см высотой.
Корневая система стержневая, корень длинный 25—35 см, с многочисленными боковыми корнями. Молодые корни без корневых волосков. Корни светло-желтой окраски, обладают сильным специфическим запахом.
Кора у розовоцветковых растений с антоциановой окраской, у белоцветковых — зелёная или светло-зелёная. По мере старения стебель одревесневает, междоузлия укорачиваются.
Листья супротивные, ланцетные, короткочерешковые, с суженным клиновидным основанием, цельнокрайные, 2,5—8 см длиной, шириной до 3,5 см, тёмно-зелёные, блестящие, голые или опушённые, с перистым жилкованием и с белой средней жилкой сверху.
Цветки около 3 см в диаметре, розово-красные; зев венчика пурпурный, опушённый, мозолистый; венчик из пяти сросшихся в трубку лепестков с раздельными розовыми или белыми отгибами, отогнутыми в одной плоскости.
Плод — две серповидных листовки длиной до 5 см и толщиной 3 мм, с очень короткой плодоножкой. Семена мелкие, чёрного цвета.

## Распространение

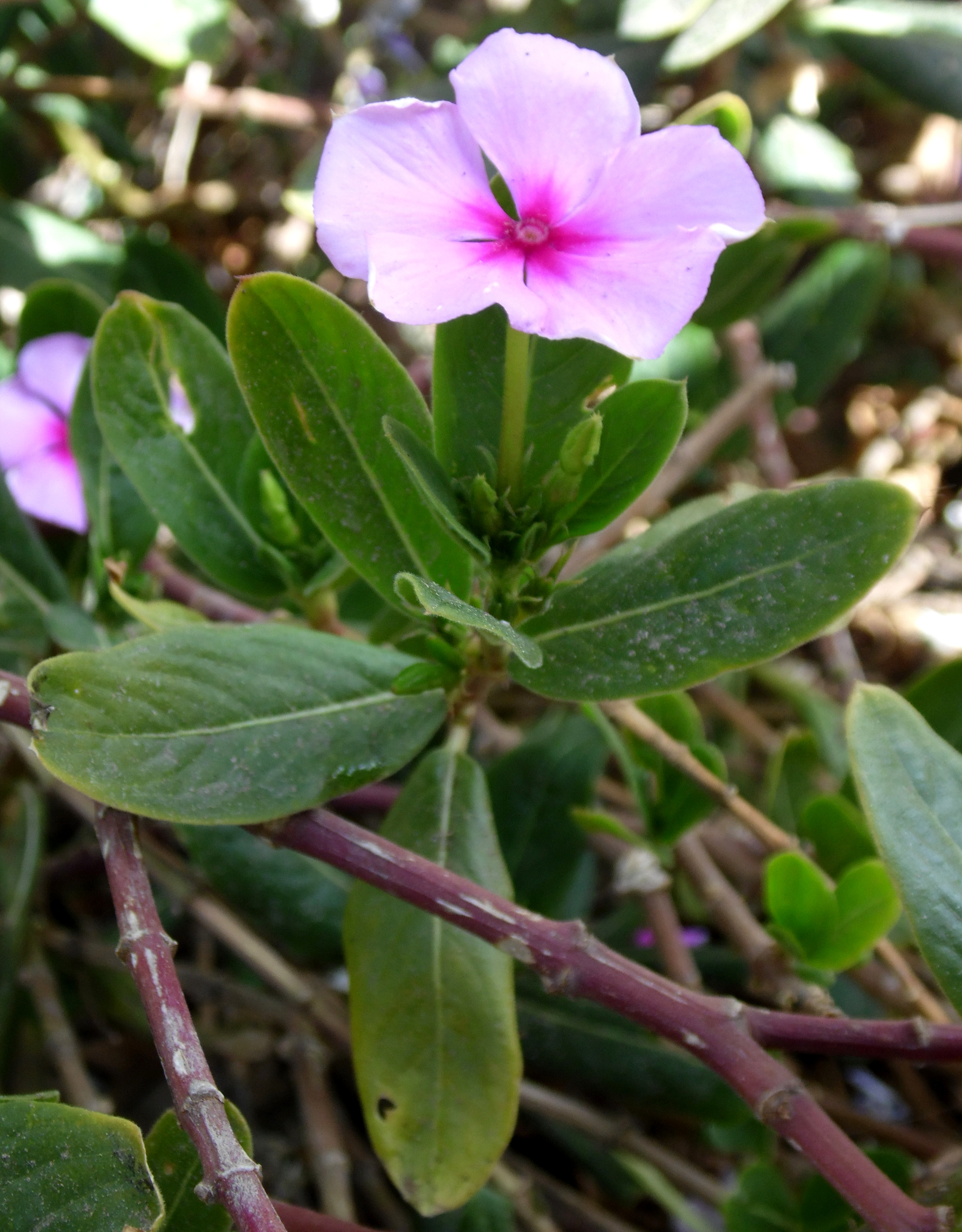
Катарантус розовый (Пакистан)

Растёт на юге и востоке Мадагаскара, по опушкам в тропических влажных лесах.
На территории России катарантус розовый возделывается как однолетнее растение. В этом качестве встречается в Закавказье.

## Практическое использование
Катарантус розовый содержит более 80 алкалоидов, производных индола, и среди них — обладающие противоопухолевой активностью (в том числе винбластин, винкристин, лейрозин). С лечебной целью используют наземную часть растения. Собирают в период плодоношения. Сырьём для получения противоопухолевого препарата винбластин, применяемого при лимфогранулематозе, гематосаркомах, является лист катарантуса (лат. Folium Catharanthi). Его заготавливают в фазу массового цветения и начала плодоношения побегов 2-го порядка.
Катарантус розовый иногда разводят как декоративное растение, обильно цветущее всё лето до поздней осени. Выращивают в холодных оранжереях. Его также выращивают в домашних условиях в горшках как декоративное комнатное растение. Имеются сорта с белой окраской цветков и красным или жёлтым зевом венчика. Размножают семенами и черенками.

## Подвиды
В пределах вида выделяются две разновидности:
- Catharanthus roseus var. angustus (Steenis) Bakh.
- Catharanthus roseus var. roseus